# Brug 13
Brug 13 is een vaste brug in Amsterdam-Centrum. De brug vormt de verbinding tussen het Stationsplein voor het Centraal Station aan de noordkant en de Prins Hendrikkade en de (gedempte) Martelaarsgracht aan de zuidkant.

## Geschiedenis
Er lag ongeveer op dezelfde plaats eerder een brug. Vanaf vermoedelijk 1662 lag hier in het verlengde van de westelijke kade van de Martelaarsgracht, een brug die toegang gaf tot een (stads)herberg aan het IJ.
In de jaren zeventig van de 19e eeuw waren er plannen voor het Centraal Station, maar de uitvoering liet op zich wachten. Er moesten drie bruggen komen naar het nieuwe Stationseiland. De nummering van de drie bruggen is vrij willekeurig. Brug 13 ligt in het westen, brug 306 in het midden en brug 285 in het oosten. De bruggen werden gebouwd door het rijk, het beheer van die drie bruggen werd in 1884 overgedragen aan de gemeente. Voor de constructie werden ijzeren balken gebruikt die steunden op stenen landhoofden en gietijzeren jukken. Daarop kwam een houten dek en een bestrating van houten blokjes. Vincent van Gogh heeft die brug minstens eenmaal geschilderd.
In 1902 was de brug al aan versteviging toe, toen de elektrische trams er overheen gingen rijden. De brug werd ook al verbreed tot 19,75 meter. Dit bleek onvoldoende, in 1924 moest er weer aan de brug gewerkt worden, net als in 1946. In 1950 waren er opnieuw plannen tot het aanpakken van de brug, maar uitgestelde beslissingen voor een gepland stadsspoor gooiden roet in het eten. Pas midden jaren zeventig van de 20e eeuw werd de brug grondig aangepakt. Er kwam vanaf begin 1978 een nieuwe brug naar ontwerp van  Publieke Werken van bruggenarchitect Dirk Sterenberg (ook de twee andere bruggen werden vernieuwd). Hij kwam met een totaalconcept zoals dat ook bij zijn voorganger Piet Kramer het geval was. Op de brug in Verbundträgerconstructie (stalen balken en gewapend beton) kwamen door Sterenberg ontworpen balustrades en lantaarns. Voor de brug werd een budget vrijgemaakt van 2.000.000 gulden.
De brug heeft twee bijnamen. 'Melkmarktsbrug' verwijst naar de melkmarkt, die hier ooit was gevestigd, de naam 'Westelijke Toegangsbrug' was in gebruik bij het personeel van de Amsterdamse tram. Dit in samenhang met de 'Middentoegangsbrug' tegenover het Damrak. Via deze beide bruggen bereikten de trams het Stationsplein. In 2016 werden door de gemeente alle officieuze namen geschrapt. Sindsdien heeft de brug alleen nog een nummer.

## Tramverkeer
Aanvankelijk reed het tramverkeer in beide richtingen over de brug. Zowel de tramlijnen van en naar de Haarlemmerstraat (tot 1955), van en naar de Nieuwezijds Voorburgwal als naar het Damrak reden over de brug. In 1980 verdwenen hier de trams naar het Damrak en reden alleen nog de trams vanaf de Nieuwezijds Voorburgwal richting Stationsplein over deze brug. Het tweede spoor werd ingericht als voorsorteerspoor. Het auto- en busverkeer reed voortaan alleen nog in de richting Prins Hendrikkade over de brug. In 2015 kwam er in het verlengde van de brug een onderdoorgang voor fietsers onder het Centraal Station, de Cuyperspassage. Sindsdien is de brug een belangrijke schakel voor het fietsverkeer geworden.
Bij de herinrichting in 2020 bleef er nog één tramspoor in de richting van het Stationsplein over. Het autoverkeer kan nog in één richting tegengesteld aan de trams van de brug gebruik maken. Ook is er een voetpad.

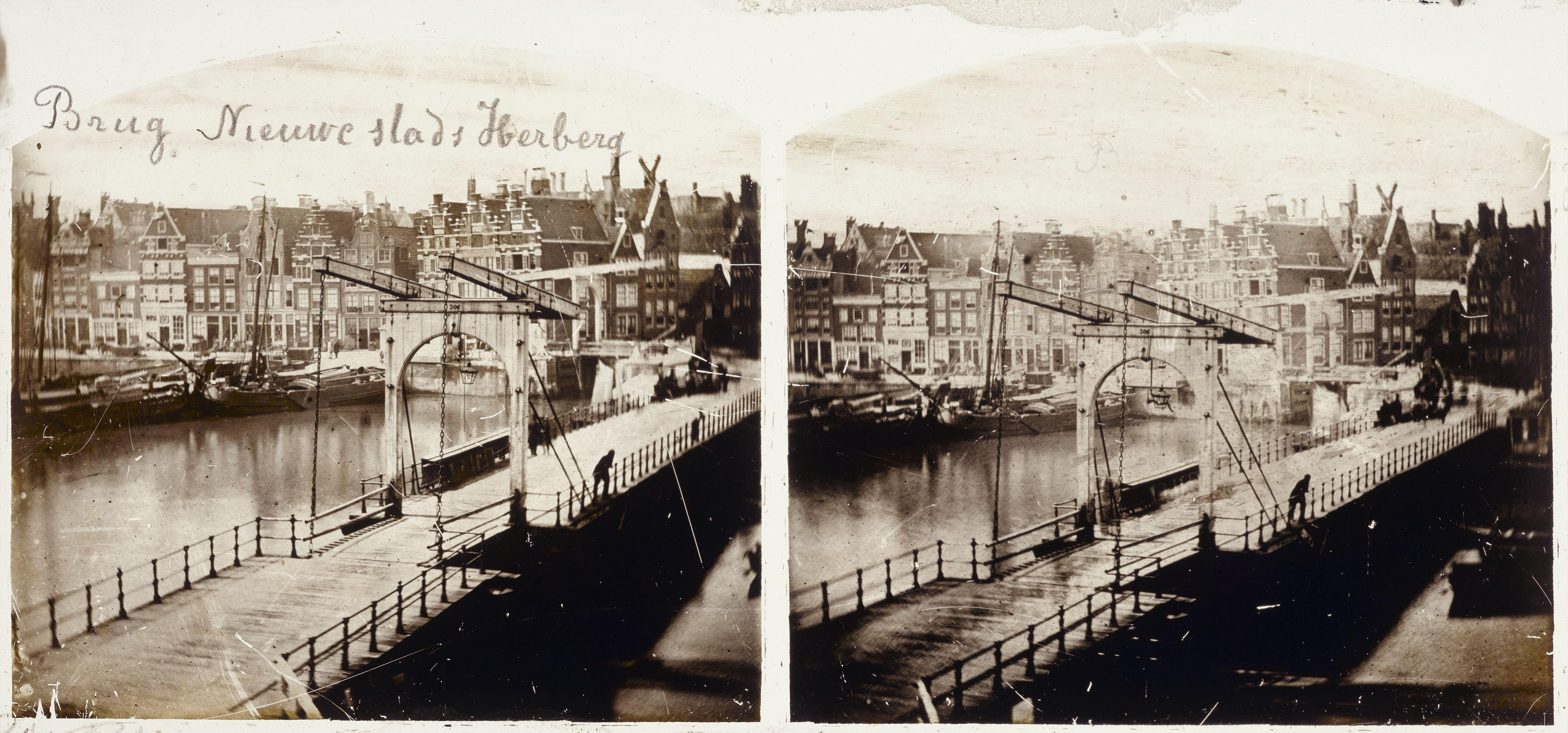
Brug van de Nieuwe Stadsherberg naar Martelaarsgracht en Texelsekade (voorgrond, de latere brug 13), later Prins Hendrikkade en de ophaalbrug over de Martelaarsgracht (achtergrond); tussen 1856 en 1858.
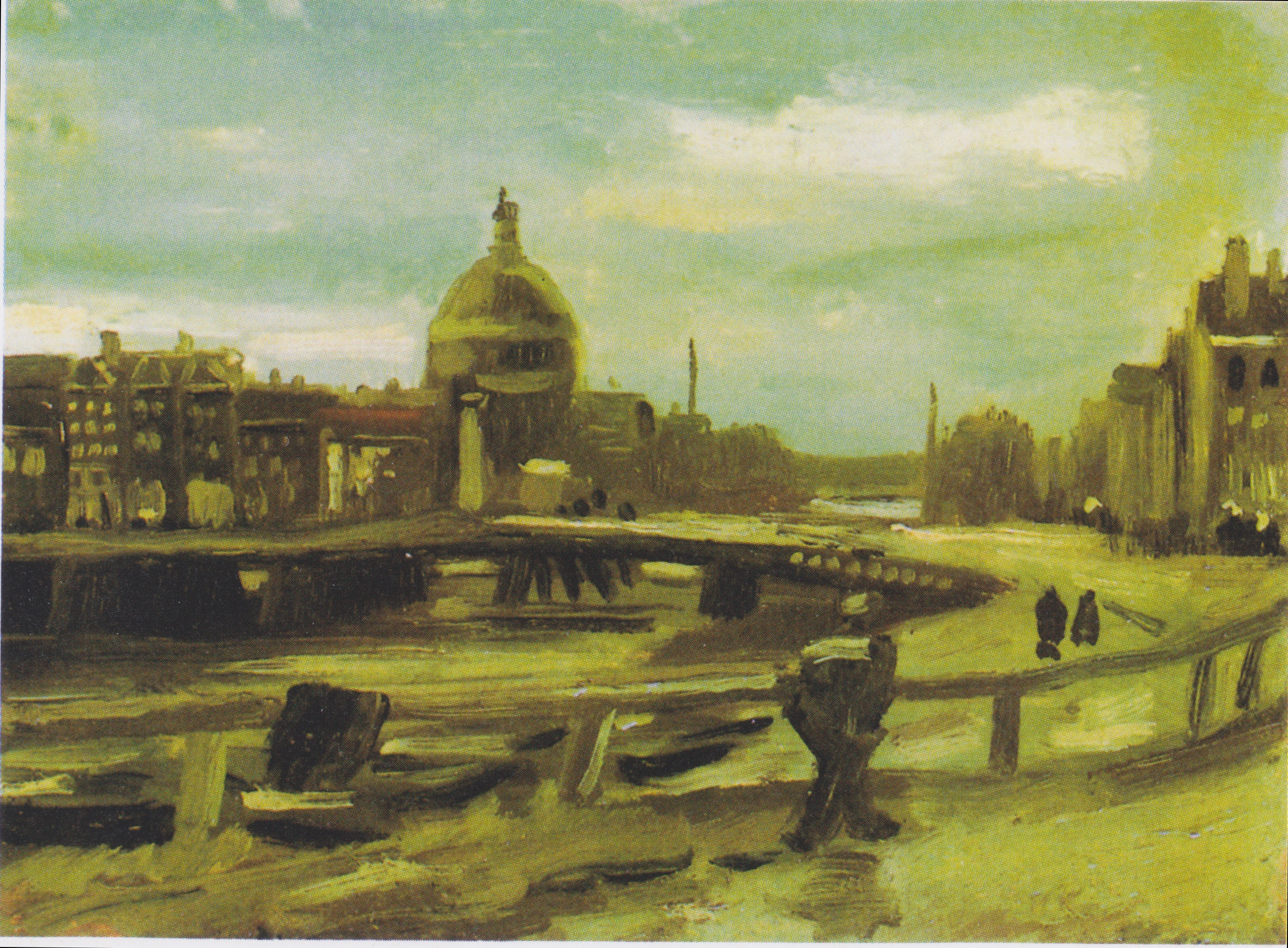
De brug op een schilderij van Vincent van Gogh uit 1885.

1 · 2 · 3 · 4 · 5 · 6 · 7 · 8 · 9 · 10 · 11 · 12 · 13 · 14 · 15 · 16 · 17 · 18 · 19 · 20 · 21 · 22 · 23 · 24 · 25 · 26 · 27 · 28 · 29 · 30 · 31 · 32 · 34 · 35 · 36 · 37 · 38 · 39 · 40 · 41 · 42 · 43 · 44 · 45 · 46 · 47 · 48 · 49 · 50 · 51 · 52 · 53 · 54 · 55 · 56 · 57 · 58 · 59 · 60 · 61 · 62 · 63 · 64 · 65 · 66 · 67 · 68 · 69 · 70 · 71 · 72 · 73 · 74 · 75 · 76 · 77 · 78 · 79 · 80 · 81 · 82 · 84 · 85 · 86 · 87 · 88 · 89 · 90 · 91 · 92 · 93 · 94 · 95 · 96 · 97 · 98 · 99 · >>>
Brugnummers 33 en 83 zijn niet (meer) vergeven